# Cyana nemasisha
Cyana nemasisha is een vlinder uit de familie spinneruilen (Erebidae), onderfamilie beervlinders (Arctiinae). De wetenschappelijke naam van de soort is voor het eerst geldig gepubliceerd in 1990 door Roesler.
Deze nachtvlinder komt voor in tropisch Afrika.